# Sofie Marie Gräfin Adelmann
Sofie Marie Gräfin Adelmann (* 2. September 1905 in Hohenstadt, Oberamt Aalen; † 19. Mai 1993 in Berlin) war eine deutsche Politikerin (CDU).
Sofie Marie Gräfin Adelmann war eine Tochter von Gustav Graf Adelmann von Adelmannsfelden (1858–1938) und Elisabeth Adelheid Marie Gräfin von Yrsch-Pienzenau (1878–1964). Sie besuchte ab 1917 ein Lyzeum und später eine Frauenschule in Österreich. Ab 1922 machte sie eine Ausbildung als staatlich anerkannte Wohlfahrtspflegerin in Berlin. Von 1932 bis 1953 arbeitete Adelmann bei der Berliner Freien Wohlfahrtspflege. Nach dem Zweiten Weltkrieg trat sie 1945 der CDU bei und wurde bei der Berliner Wahl 1948 in die Bezirksverordnetenversammlung im Bezirk Charlottenburg gewählt. Ab 1953 war sie Geschäftsführerin des Katholischen Deutschen Frauenbunds (KDFB) in Berlin. Bei der Wahl 1958 wurde sie in das Abgeordnetenhaus von Berlin gewählt, dem sie anschließend bis 1967 angehörte.